# 존 맥그로
존 조지프 맥그로(John Joseph McGraw, 1873년 4월 7일 ~ 1934년 2월 25일)는 미국의 야구 선수이자 감독으로 데드볼 시기에 내셔널 리그의 가장 영향적인 인물이었다. 1902년부터 1932년까지 오랫동안 뉴욕 자이언츠의 감독을 지내오면서 팀을 10개의 내셔널 리그 페넌트, 3개의 월드 시리즈 우승과 그들의 지베에서 29개의 전임적 시즌들에 21개의 1위 혹은 2위로 이끌었다. 그의 2784개의 감독적 승리들은 코니 맥의 3731개 만으로 밀려 2번째이나 1927년 "단 하나의 감독 만이 있었고 그의 이름은 맥그로이다."라고 선언하였다.
경기에 싸움을 하기 좋아하는 맥그로의 충격은 그의 기록 암시들보다 더욱 위대하였다. 선수로서 그는 전력과 교활에 보수를 놓은 "내부의 야구"를 개발하는 도움을 주었고, 후에 자신이 선수 활약한 것처럼 감독하여 자신의 자이언츠를 위하여 모든 장점을 추구하였다. "먹시(Mugsy)"(자신이 혐오한 별명)과 "작은 나폴레옹(Little Napoleon)"(자신의 독재적인 방법으로)으로 알려진 맥그로는 자신의 선수들에게 가옥한 호된 꾸짖음을 주었고 자주 심판들과 싸웠으며, 자신의 경력 동안에 아무 다른 감독보다 더많은 118개의 경연으로부터 퇴장을 당하였다. 자이언츠 코치 알리 래덤은 "맥그로는 아침식사를 위하여 매일 아침 화약을 먹고 온혈과 함께 씻어내린다."라고 말하였다.

## 어린 시절
남북 전쟁에서 싸우고 후에 철도 관리에서 일하였던 아일랜드 이민자 존과 엘렌 맥그로의 8명의 자식들 중 맏아들로 맥그로는 뉴욕주 트럭스턴에서 노동자 계급 빈곤으로 태어났다. 1884년-1885년의 겨울 동안에 디프테리아 전염병이 엘렌과 그녀의 3명의 자식들을 빼앗아 존과 다른 4명의 생존자들을 키우는 데 술 중독자인 존 1세를 홀로 놔두었다. 1885년 가을의 한밤에 12세의 맥그로는 자신의 아버지로부터 매를 맞아 메리 고다드라고 불리는 친절한 미망인이 그를 데려가 그녀의 2명의 아들과 함께 키운 거리를 건너 트럭스턴 하우스인으로 옮겼다. 학교에 수학 외에 그는 호텔을 주위로 허드렛일을 하고, 신문을 배달하고, 코틀랜드에서 엘미라로 가는 열차에서 캔디, 과일과 잡지를 소매하였다. 그는 돈을 새 야구공들을 사는 데 썼다.

## 선수 경력

### 마이너 리그

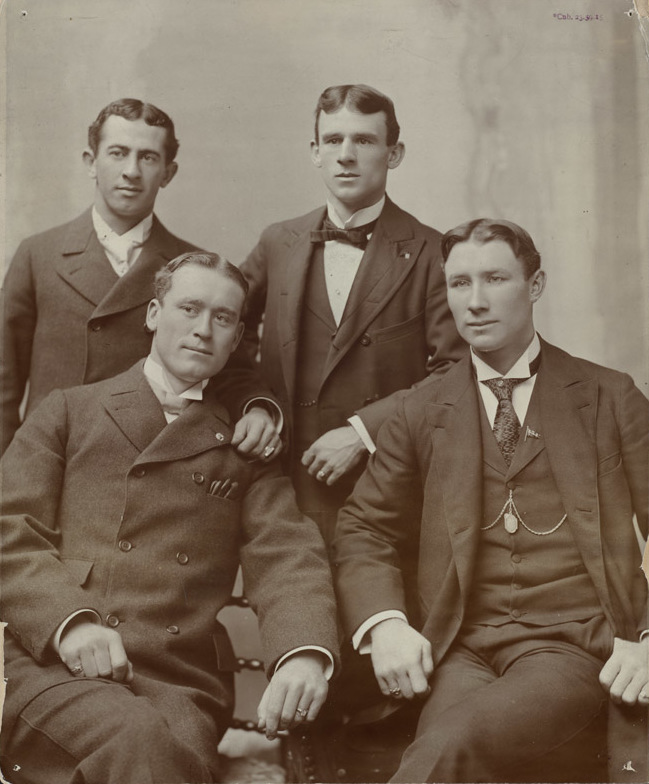
22세의 맥그로 (왼쪽에서 3번째). 윌리 킬러, 외야수 조 켈리와 유격수 휴이 제닝스와 함께 (1895년)

16세의 나이에 맥그로는 5 피트 7 인치에 100 파운드보다 약간 몸무게가 나갔으나 지방팀 트럭스턴 그레이스를 위한 스타 투수가 되는 것으로부터 그를 멈추지 않았다. 트럭스턴의 감독 버트 케니는 1890년 뉴욕-펜 리그에서 올린 프랜차이즈의 일부 소유자와 선수 겸 감독이 되었을 때 맥그로는 팀에 구걸하여 자리를 받았다. 5월 18일 자시의 첫 경기에서 맥그로는 3루수를 맡아 10개의 챈스에서 8개의 실책을 만들었다. 그는 6개의 경기들 후에 나왔으나 웨스턴 뉴욕 리그의 웰스빌과 함께 잡혀 24개의 경기들에서 .364를 타구하였다.
그의 동료들 중의 1명은 전 내셔널 리그 선수 앨 로슨으로 쿠바의 겨울 순회를 결성하고 있었다. 맥그로는 함께 갔으며 "아메리칸 올스타"를 위한 유격수로 활약하였다. 고향으로 돌아오는 길에 로슨의 팀은 내셔널 리그의 클리블랜드 스파이더스를 상대로 봄 훈련의 시범 경기를 하려고 플로리다주 게인스빌에 멈추었다. 맥그로는 5개의 타수에서 3개의 2루타를 수집하여 경기의 이야기가 스포팅 뉴스에 나올 때 국내적 명성을 받았다. 다가오는 시즌을 위하여 받은 결과적인 제공들로부터 그는 일리노이-아이오와 리그의 시더 래피츠를 선택하여 클럽의 정규적 유격수로서 85개의 경기들에서 .276을 타구하였다.

### 메이저 리그
그해 8월 맥그로는 아메리칸 어소시에이션의 볼티모어 오리올스와 함께 자신의 메이저 리그 데뷔를 하여 다양한 직위들에 채워져 33개의 경기들에서 .270을 안타하였다. 1892년 아메리칸 어소시에이션이 해산되고 오리올스는 12개의 팀 내셔널 리그로 흡수되었다. 맥그로는 만능 보결 선수로서 시즌을 시작하였으나 네드 핸런이 중반의 시즌에 감독으로 임명된 후 정규적 3루수로서 차지하였다. 핸런의 감독 아래 맥그로는 내셔널 리그의 최고의 선투 타자가 되어 연속적인 9년 동안 .320 이상을 타구하고, 득점과 4구에 의한 출루에서 2번이나 리그를 이끌고, 436개의 도루를 하였으며, .466의 자신의 경력 출루율은 테드 윌리엄스와 베이브 루스 만의 뒤로 밀려 랭킹에 들어왔다. 맥그로는 방망이를 짧게 쥐고 유격수의 범위와 함께 스윙하여 자신의 힘을 감소시킨 동작을 바꾸었으나 그는 자신이 원하던 아무 곳에서 사실상 공을 놓을 수 있었다. 그는 또한 속임수 위에 있지 않았다.

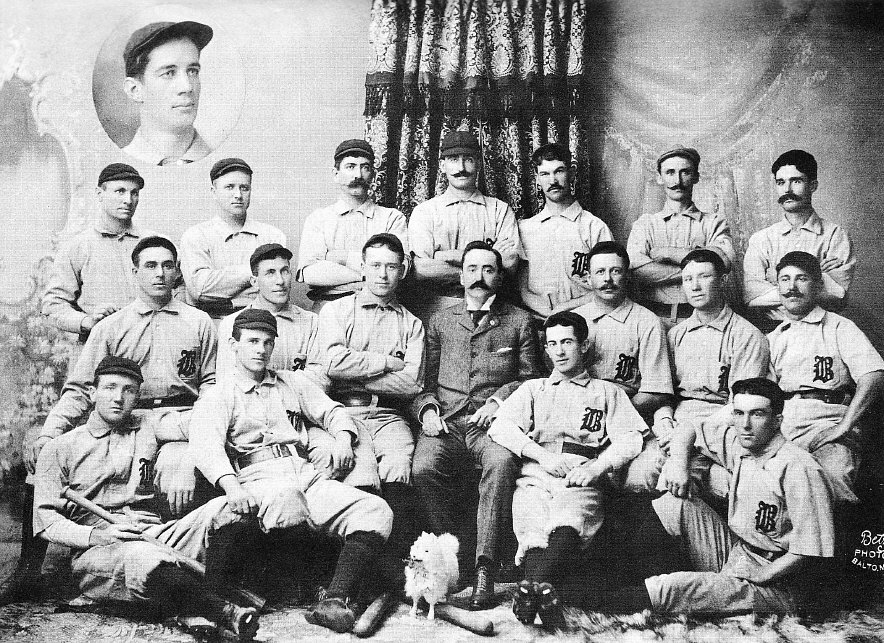
1896년 볼티모어 오리올스. 앞줄 왼쪽에서 두번째가 맥그로

윌리 킬러, 조 켈리, 휴이 제닝스, 윌버트 로빈슨, 스티브 브로디, 세이디 맥마혼과 댄 브루서스 같이 팀과 함께 남아있었고 후반의 세월에 맥그로에 의하여 가끔 고용된 대부분의 선수들과 함께 핸런의 오리올스는 3개의 연속적 페넌트(1894~96)을 우승하고 2번이나 2위(1897~98)를 하였다. 볼티모어에서 쇠퇴한 관객들에 대하여 근심이 간 오리올스의 소유자 헨리 본더호스트는 1899년 자신의 중요 인원들을 브루클린 수퍼바스로 이적시키려고 하였으나 맥그로와 그의 친구 로빈슨은 보고에 거부하여 볼티모어에서 그들의 주의를 요구한 비지니스의 이득을 청구하였다. 본더호스트는 마지못해 그들을 머물게 하였고 26세의 맥그로는 오리올스를 86 승 62 패의 기록과 놀라운 4위 완료로 감독하였고, 핸런의 1위를 한 수퍼바스에 15개의 경기들 뒤로 밀렸다.
오리올스는 또다른 비극이 들이닥친 감독을 가지지 않았다면 더욱 잘해냈을 것이다. 8월 후순에 맥그로의 부인 메리가 찢어진 맹장으로 사망하자 슬퍼하던 맥그로는 9월의 거의를 놓쳤다. 1900년 내셔널 리그가 8개의 팀들로 줄어들 때 오리올스는 해산되었고 브루클린으로 보고를 다시 거부한 후 맥그로는 로빈슨과 함께 세인트루이스 카디널스로 팔렸다. 그의 계약으로부터 예비의 조항이 떨어질 때만 가는 데 동의된 그는 야구 역사상 높은 연봉 1만 달러를 위하여 계약을 맺었다.
1901년 맥그로는 감독과 밴 존슨의 새 아메리칸 리그에서 볼티모어의 프랜차이즈의 일부 소유자로서 오리올스에 돌아왔다. 그 시즌과 다음 시즌을 통하여 그와 존슨은 끊임없이 불화를 일으켜 후기의 습관적으로 맥그로와 자신들의 자주 일어난 논쟁들에서 그의 심판들을 성원하였고, 긴장은 또한 팀의 소유에서 맥그로의 이득에 존재하였다. 존슨은 결국 1902년 7월 맥그로를 정직시켰고 그 포인트에서 변덕스러운 감독이 뉴욕 자이언츠의 선수 겸 감독으로 내셔널 리그로 다시 뛰어올랐다. 자이언츠와 그의 첫 행위들 중의 하나는 자이언츠의 소유자 앤드루 프리먼의 항의들에 불구하고 9명의 선수들을 내보내는 것이었다. 맥그로는 투수 조 맥기니티, 포수 로저 브레즈너헌과 1루수 댄 맥갠을 포함한 6명의 중요 선수들을 사기도 하였다. 자이언츠는 그 시즌에서 마지막으로 왔으나 1903년 2위로 올랐으며 맥그로의 부상을 당한 무릎이 결국 그해에 봄 훈련 동안에 영구히 배포되었어도 효과적으로 선수로서 자신의 경력을 끝냈다.

## 감독 경력

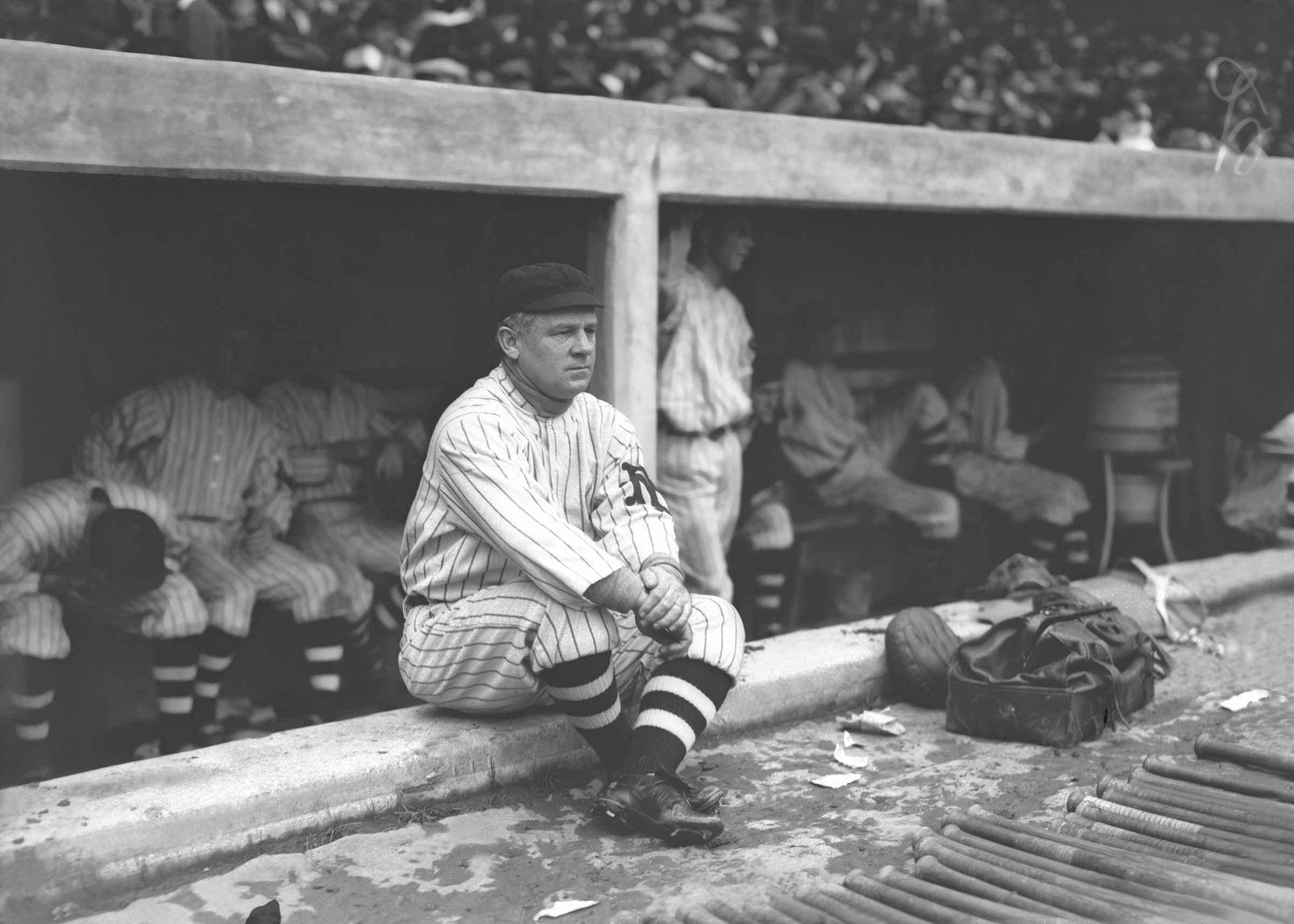
1912년의 존 맥그로

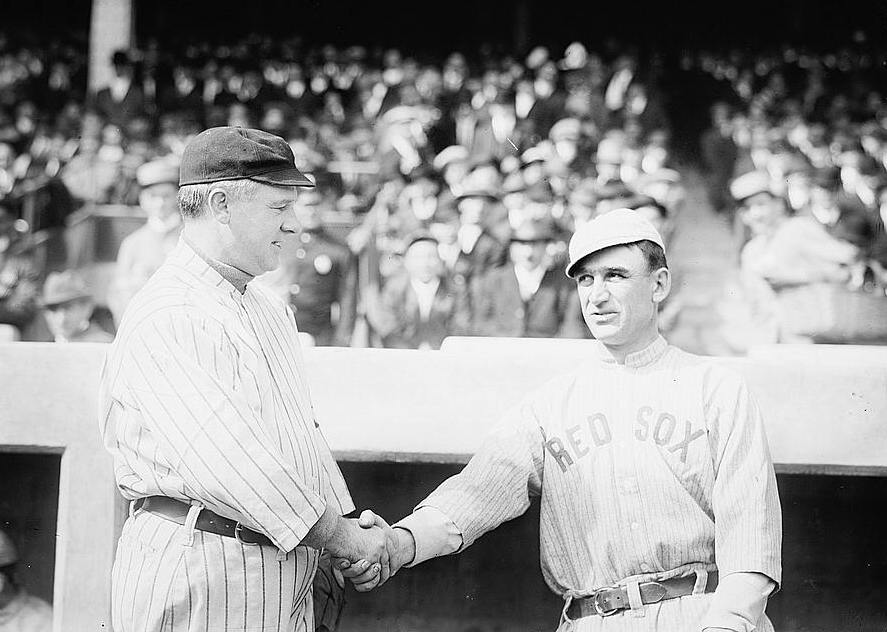
1912년 월드 시리즈에서 보스턴 레드삭스의 감독 제이크 스탈과 함께

1904년 자이언츠는 내셔널 리그의 챔피언이 되어 시카고 컵스의 13개의 경기들로 앞서 106 승 47 패의 기록과 함께 끝냈다. 맥그로와 팀의 새 소유자 존 T. 브러시는 2번째 월드 시리즈에서 보스턴 아메리칸스를 상대로 경기를 가지는 데 거부한 그의 리그와 밴 존슨을 혐오하였다. 1905년 시리즈를 우승한 후 그들은 아메리칸 리그 챔피언 필라델피아 애슬레틱스를 상대로 경기를 가지는 데 동의하였다. 뉴욕 자이언츠는 5개의 경기들 중의 4개를 우승하였으며, 그중에 3개는 크리스티 매슈슨의 완봉들이었다. 맥그로는 1911년, 1912년, 1913년과 1917년에 또다시 자이언츠를 페넌트로 이끌었으나 각해의 월드 시리즈를 패하였다. 그의 정규 시즌 성공은 좋은 투구, 음성 방어와 적극적인 주루를 강조한 자신의 시스템으로 적합된 선수들을 평가하고 획득하는 데 자신의 솜씨로 인하였다. 맥그로는 자신의 상대들보다 더 많은 선수들을 사고, 팔고 이적시켜 그들이 정규적으로 활약하도록 하기 전에 세월동안 전망들을 훈련시켰다. 그는 또한 혁신자이기도 하였으며 다른 감독들보다 더많은 대타자와 구원 투수들을 이용하였다.
많은 시사해설자들은 월드 시리즈 성공의 맥그로의 부족은 자신의 시스템에 맞는 선수들을 위한 그의 강한 더 좋아함의 이유였다고 믿었다. 자이언츠는 정통적으로 다른 최고의 팀들보다 적게 재능을 가진 것으로 숙고되어 그들은 1류 감독과 함께 한 2류의 팀이었으며 컵스의 조니 에버스를 주장하였다. 외야수 로스 영스가 1917년 리그에 들어갈 때까지 포수 브레즈너헌은 결국적으로 명예의 전당으로 이룬 맥그로의 단 하나의 데드볼 시기의 위치 선수였다. 맥그로의 팀은 또한 필드에 이벤트들로 위기의 반응을 가지기도 하였다. 그들은 자신들이 만약 패하면 어떻게 늙은이가 반응할 것인가의 생각에서 뭘해야 할지 모르거나 무능해지면서 큰 경기들에서 정신적 실책을 만들었다. 애슬레틱스에 의하여 자이언츠의 1913년 월드 시리즈 패배 후에 보통 충성적인 매슈슨 마저 팀의 역행에 맥그로를 핑계대었다.
맥그로의 열렬한 성격은 스포츠의 외부와 같은 시기들로 매혹적으로 만들었다. 도박사, 쇼비지니스 인물과 정치인들은 그에게 주의를 끌어들여졌다. 그의 명성이 자라면서 맥그로는 증가적으로 다양하고, 어쩌다 의심이 나고, 오프필드의 활동들에 관련되었다. 그는 1912년 15주 동안에 보더빌로 과감히 나아가 《Ovida the Goldfish Lady》같은 연기와 함께 나왔다. 그 동안 맥그로는 후에 1919년 월드 시리즈 속임수 시합의 주요 재정적 후원자가 된 도박사 아놀드 로스스타인과 함께 맨해튼에서 당구장을 소유하였고, 그는 자신과 자이언츠의 소유자 찰스 스톤햄이 경마장과 카지노의 주식을 소유한 쿠바에서 어쩌다 겨울을 보냈다. 스톤햄이 1919년 자이언츠를 샀을 때 맥그로는 팀의 부회장과 소수의 소유자가 되었다. 1912년과 1923년 사이에 그는 보스턴보다 뉴욕을 더 많이 도운 이적들에서 보통 이익을 가져온 보스턴 브레이브스의 다양한 소유적 위기들을 해결하는 데 도움을 주었다. 숙명적으로 맥그로는 또한 뉴욕 양키스의 제이컵 루퍼트 대령의 매입에서 수단이었다.
1920년 베이브 루스가 초라한 양키스를 위하여 활약하는 데 도착하였다. 팀의 참석은 루스가 폴로 그라운즈의 밖으로 홈런을 치기 시작하면서 치솟아 그들의 갑자기 일어난 차용자들을 기소하는 데 분노한 맥그로가 스톤햄을 지시하도록 격려하였다. 내부의 야구와 새로운 파워 경기 사이에 싸움이 일어나면서 넓게 보인 것에서 맥그로는 1921년과 1922년 월드 시리즈에서 양키스를 꺾은 위안을 가졌다. 루스가 3개의 홈런을 치면서 자신들의 첫 월드 시리즈 우승을 위하여 양키스가 자이언츠를 압도할 때 형세가 영구히 역전되었다. 1924년 자이언츠는 4번째 연속적 내셔널 리그 페넌트를 우승하였으나 또 다른 월드 시리즈를 패하였으며, 이번에는 워싱턴 세너터스와의 경기였다. 세월이 흘러가면서 맥그로는 경기와 함께 전개하였다. 자신의 경력 초기에 그의 팀은 도루를 강조하였으나 홈런이 야구를 지배하기 시작하면서 홈런의 자신의 개인적 혐오에 불구하고 맥그로는 변화로 순응하였다. 10년간의 나머지와 1930년대 초반 동안에 자이언츠는 어떤 좋은 팀들을 방어하였으나 승리하는 데 절대 충분하지 못하였다. 건강의 문제에 의하여 시달린 맥그로는 1932년 6월 3일 사임하였다.

## 후반의 생애
맥그로는 1933년 7월 코미스키 파크에서 자신의 마지막 주요 공공적 출연을 하여 야구의 첫 올스타 경기에서 코니 맥의 아메리칸 리그를 상대로 내셔널 리그를 감독하였다. 1934년 2월 25일 뉴욕주 뉴로셸에 있는 자택에서 전립선암과 요독증으로 사망할 때 그는 60세였다. 그는 자신의 첫 부인 메리는 물론 그의 전 오리올스 동료 선수들 몇명이 묻힌 볼티모어에 있는 가톨릭 공동 묘지에 안장되었다. 맥그로는 1937년 미국 야구 명예의 전당에 헌액되었다.